# Tracy Pollan

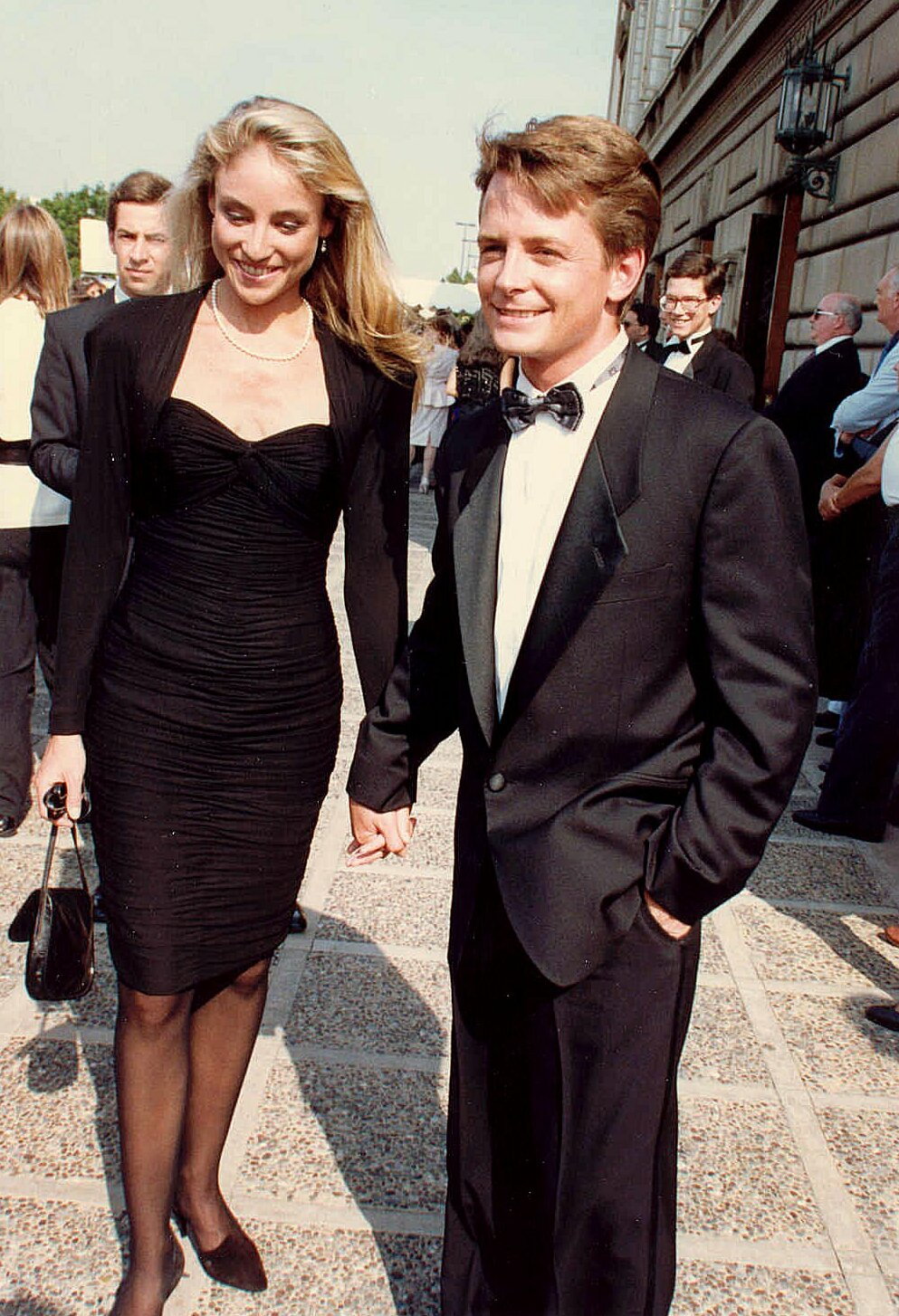
Tracy Pollan und ihr Ehemann Michael J. Fox (1988)

Tracy Jo Pollan (* 22. Juni 1960 in Long Island, New York) ist eine US-amerikanische Schauspielerin. Sie wurde durch die Sitcom Familienbande bekannt, in der sie von 1985 bis 1987 mitspielte.

## Leben
Ihre Schauspielkarriere begann Pollan etwa 1980 auf verschiedenen Theaterbühnen; später spielte sie auch am Broadway. 1983 wechselte sie vor die Kamera mit einer Nebenrolle in Baby It’s You. Bekannt wurde sie vor allem an der Seite von Michael J. Fox in der Serie Familienbande (1985 bis 1987) und dem Spielfilm Die grellen Lichter der Großstadt (1988).
Seit ihrer gemeinsamen Arbeit an diesem Film ist sie mit Fox liiert, 1988 heirateten die beiden. Das Paar hat einen Sohn (* 1989), Zwillingstöchter (* 1995) und eine weitere Tochter (* 2001). Seit Mitte der 1990er Jahre arbeitete Pollan nur noch selten als Schauspielerin.
1997 und 1999 hatte sie eine Gastrolle in der Serie Chaos City, wieder an der Seite von Michael J. Fox. Für eine weitere Gastrolle, in zwei Folgen von Law & Order: New York im Jahr 2000, wurde sie für einen Emmy als beste Nebendarstellerin in einer Dramaserie nominiert. In der Serie Medium war sie in der fünften Staffel zu sehen.
Sie ist die Schwester des US-amerikanischen Journalisten Michael Pollan.

## Filmografie (Auswahl)
- 1983: Baby It’s You[5]
- 1985–87: Familienbande (Family Ties) (Fernsehserie)[5]
- 1987: Die Entführung der Kari Swenson (The abduction of Kari Swenson)
- 1987: Gelobtes Land[5]
- 1988: Die grellen Lichter der Großstadt (Bright Lights, Big City)[5]
- 1992: Sanfte Augen lügen nicht (A Stranger Among Us)[5]
- 1994: Kinder der Dunkelheit (Children of the Dark)[5]
- 1997/1998: Chaos City (Spin City) (Fernsehserie, Gastrolle in Staffel 2, Folge 7)[5]
- 2000: Law & Order: New York (Law & Order: Special Victims Unit) (Fernsehserie, Gastrolle)[5]
- 2003: Der erste Mord (1st to die)[5]
- 2009: Medium – Nichts bleibt verborgen (Fernsehserie, Gastrolle)[5]
- 2010: Criminal Intent – Verbrechen im Visier (Fernsehserie, Gastrolle)[5]
- 2013: The Michael J. Fox Show (Fernsehserie)[5]
- 2016: Nightcap[5]